# Гнилая (приток Крутой)
Гнилая — река в овраге Булычев в Грибановском районе Воронежской области России. Впадает в пруд на стыке оврагов Ближний Крутой и Булычев на высоте 130,5 м. Длина — 11 км.
Начинается в посёлке городского типа Грибановский, впадает в безымянный пруд, а ранее впадала слева в реку Крутая в 2,5 км от её устья. На реке устроено несколько прудов.

## Данные водного реестра
В данных государственного водного реестра России река в овраге Булычёв отнесена к Донскому бассейновому округу, водохозяйственный участок реки — Хопёр от впадения реки Ворона и до устья, без рек Ворона, Савала и Бузулук, речной подбассейн реки — Хопёр. Речной бассейн реки — Дон (российская часть бассейна).
Код объекта в государственном водном реестре — 05010200512107000007032.